# Kurt Sommer
Kurt Christoph Gottfried Sommer, född 3 mars 1868 i Thüringen, död 27 juni 1921 i Berlin, var en tysk operasångare.

## Biografi
Sommer utbildade sig vid konservatoriet i Dresden, debuterade 1889 på Stadttheater Königsberg, anställdes 1893 vid hovoperan i Berlin och genomförde många gästspelsresor samt verkat som oratoriesångare. Han deltog i Hans Richters turné med Wagner-operor i Sankt Petersburg 1898 och uppträdde 1901 på Kungliga operan i Stockholm som Arnold i Wilhelm Tell. Andra roller han gorde var bland andra José i Carmen, Faust i Charles Gounods Faust, Raoul i Hugenotterna och Lyonel i Martha. Sommers röst var en äkta ljus tenor med fylliga höjdtoner, och han fick ofta ge uttryck för lidelsefulla själstillstånd.